# NGC 2504
NGC 2504 é uma galáxia  localizada na direcção da constelação de Canis Minor. Possui uma declinação de +05° 36' 28" e uma ascensão recta de 7 horas, 59 minutos e 52,2 segundos.
A galáxia NGC 2504 foi descoberta em 25 de Março de 1864 por Albert Marth.